# Ghostwriter
Een ghostwriter, ook wel schaduwauteur of spookschrijver, is een auteur die op verzoek iets schrijft voor een ander. Ghostwriters zijn in te zetten voor het schrijven van een boek, maar ook voor een toespraak (ze heten dan vaak speechwriter), voor websiteteksten, nieuwsbrieven of columns.
De verhouding tussen de ghostwriter en de opdrachtgever verschilt in mate waarin beiden bijdragen en hoe beiden worden vermeld. Een ghostwriter kan de hele tekst schrijven, zonder inmenging van anderen of van de vermelde auteur, zonder zelf als auteur vermeld te worden. De publicatie verschijnt dan alsof het van de opdrachtgevende auteur (ook wel 'hoofdauteur' genoemd) is. Het is ook mogelijk om afspraken te maken waarbij de ghostwriter bijvoorbeeld in het colofon staat vermeld (meestal helemaal voor of achter in het boek). Als een ghostwriter grote naam en faam heeft, doordat bijvoorbeeld een boek dat hij/zij geschreven heeft, op de bestsellerlijsten komt, dan kan het ghostwritingcontract ook bepalen dat de naam van de ghostwriter na de naam van de hoofdauteur op de cover van het boek verschijnt.

## Reden
Mensen kunnen verschillende redenen hebben om een ghostwriter in te schakelen. Zoals wanneer iemand zelf geen schrijverservaring heeft, maar wel ervaringen heeft meegemaakt geschikt voor een verhaal (bijvoorbeeld een topsporter, politicus, popster of ander bekend iemand), of iemand met dyslexie. Het is ook mogelijk dat tijdgebrek een reden is, de hoofdauteur heeft het te druk om zelf te schrijven: dit is vaak het geval bij directeuren, ceo's en politici. Ook worden ghostwriters soms gevraagd om trauma's van de ander op papier te zetten.

## Voorbeelden
- Patric Standford (Engeland, geboren 1939) heeft klassieke muziek geschreven als schaduwauteur voor Rod McKuen.[4]

- De moppen en andere grappige berichten geplaatst door Amerikaans acteur George Takei op Twitter en Facebook, zijn soms door ghostwriters in opdracht voor hem geschreven, waaronder Rick Polito die bekend werd met een grappige synopsis van The Wizard of Oz.[5][6]
- Jon Favreau was de bekendste speechwriter van president Barack Obama.